# Peter F. Drucker
Peter Ferdinand Drucker (Viena, 19 de noviembre de 1909-Claremont, 11 de noviembre de 2005) fue consultor y profesor de negocios, tratadista austriaco, y abogado de carrera, considerado el mayor filósofo de la administración (también conocida como management) del siglo XX. Fue autor de más de 35 libros, y sus ideas fueron decisivas en la creación de la Corporación Moderna. Drucker escribió múltiples obras reconocidas a nivel mundial, sobre temas referentes a la gestión de las organizaciones, sistemas de información y sociedad del conocimiento, área en la cual es reconocido como padre y mentor en conjunto con Fritz Machlup. Drucker dejó en sus obras la huella de su gran inteligencia y su incansable actividad. Hoy es considerado el padre del management como disciplina y sigue siendo objeto de estudio en las más prestigiosas escuelas de negocios.

## Biografía
Peter Drucker nació en Viena en 1909, en una pequeña población llamada Kaasgraben. De ascendencia judía, sus padres se convirtieron al cristianismo. Creció en un ambiente en el que intelectuales, altos cargos del gobierno y científicos se reunían en casa de sus padres a discutir nuevas ideas. Entre los invitados habituales de los Drucker se encontraban los economistas Schumpeter, Hayek y Mises. Ya a una edad temprana a Peter se le permitió participar. "En realidad, esa fue mi educación", afirmaría más tarde.
Tras graduarse en el Döbling Gymnasium en 1927, Drucker se mudó a Hamburgo, en Alemania, donde trabajó como aprendiz en una empresa algodonera y posteriormente como periodista, escribiendo para el Der Österreichische Volkswirt. Se mudó después a Frankfurt, donde trabajó para el Daily Frankfurter Gene en Derecho Internacional. Allí trabajó como periodista, mezclando su actividad con la política desde el año 1930 hasta la caída de la República de Weimar.
En 1933 se mudó a Londres, donde trabajó en un banco y además fue alumno de John Maynard Keynes. Anteriormente, en Bonn, había sido discípulo de Joseph Schumpeter. Fue la última persona que, en vida, tomó clases con estas dos grandes figuras.

"Tanto John Maynard Keynes como Schumpeter tienen muchísimo que enseñarnos, pero más en la forma que debemos pensar económicamente que en relación con sus teorías específicas: como tesis económica, el keynesismo falló donde fue aplicado; Schumpeter nunca tuvo una política económica, sí fue válido el concepto de que el desequilibrio es el estado normal de la salud de la economía".

En 1937, tras cuatro años en Londres, el auge del nazismo lo forzó a emigrar a los Estados Unidos, donde se convirtió en profesor y escritor. Su primera labor como consultor fue en 1940. Después de enseñar en el Sarah Lawrence College de Nueva York, desde 1939 hasta 1949, y en Bennington College de Vermont, desde 1942 hasta 1947, dio clases de Administración de Empresas en la Universidad de Nueva York, entre 1950 y 1971.
Fue asiduo colaborador de revistas como The Atlantic Monthly y fue columnista de The Wall Street Journal desde 1975 hasta 1995. Desde entonces trabajó prolíficamente en los Estados Unidos, Europa, América Latina y Asia, para grandes empresas, agencias gubernamentales y organizaciones sin fines de lucro, haciéndose rico en poco tiempo.
También fue presidente honorario de la Peter F. Drucker Foundation for Nonprofit Management. En 1971, obtuvo la cátedra Clarke de Ciencias Sociales y Administración en la Escuela de Graduados en Administración de la Universidad de Claremont, donde pasó su última etapa profesional como profesor.

## Drucker (como padre de la dirección)
Su carrera como pensador del mundo de la empresa despegó en 1943, cuando sus primeros escritos sobre política y sociedad le dieron acceso a las entrañas de la General Motors, que se había convertido en una de las mayores compañías del mundo de aquel momento. Sus experiencias en Europa le dejaron fascinado con el problema de la autoridad. Compartió dicha fascinación con Donaldson Brown, la cabeza pensante detrás de los controles administrativos en General Motors. Esta experiencia derivó en un libro titulado El Concepto de Corporación (un estudio de General Motors Internacional), que originó muchos artículos y trabajos posteriores. Gracias a él se popularizó la estructura multidivisional de GM.Drucker con la publicación de The Practice Of Management en 1954.
Drucker se interesó por la creciente importancia de los empleados que trabajaban con sus mentes más que con sus manos. Le intrigaba el hecho de que determinados trabajadores llegasen a saber más de ciertas materias que sus propios superiores y colegas, aun teniendo que cooperar con otros en una gran organización. Drucker analizó y explicó cómo dicho fenómeno desafiaba la corriente de pensamiento tradicional sobre el modo en que deberían gestionarse las organizaciones.
Curiosamente siempre se menciona a Drucker como investigador y autor sobre el tema del liderazgo, pero de alguna manera también se le podría considerar como uno de los líderes más influyentes del siglo XX, ya que definió cierta cosmovisión de todos los administradores de empresas, administradores públicos, administradores de organizaciones sin ánimo de lucro y de todos los ejecutivos de marketing del mundo entero. Conceptos desarrollados por Drucker como "privatización", "emprendimiento", "dirección por objetivos","sociedad del conocimiento" o "postmodernidad", son hoy en día términos globalmente aceptados.
En su obra Las nuevas realidades, pone de relieve la insuficiencia del Estado como agente de "redención social" y evidencia que sólo la productividad de una nación puede generar equidad entre su pueblo.

## Drucker y las sociedades de la información y el conocimiento
En 1969, en La era de la discontinuidad, su libro más conocido, Drucker escribió una sección sobre “la sociedad del conocimiento”, basándose en los datos y proyecciones de Machlup. Drucker añadió que, a finales de los '70, el sector del conocimiento generaría la mitad del PIB. En 1970, el tema del encuentro anual de la American Society for Information Science era “la Sociedad de la Información-Consciente”, y un artículo presentado trató sobre “el Advenimiento de la Sociedad de la Información”.
Para Drucker, las nuevas tecnologías de la información y la comunicación, que acompañan a la sociedad de la información y la sociedad del conocimiento, están transformando radicalmente las economías, los mercados y la estructura de la industria, los productos y servicios, los puestos de trabajo y los mercados laborales. El impacto es mayor, según él, en la sociedad y la política, y, en conjunto, en la manera en que vemos el mundo y a nosotros mismos.
No olvidemos que nos encontramos, en estos momentos (2012), en los albores del modelo de empresa (mal llamada) multinacional (transnacional), que atraviesa fronteras, que se extendería por todo el globo como paradigma de la economía más avanzada. Según Mattelart, el discurso el de las empresas de talla mundial se apoya en el auge de las industrias, las redes de información, liberando del peso de las fronteras a los gestores de la producción, consumidores y productos, interconectándolos en un mercado único que se autorregula para decretar la irracionalidad del Estado-Nación, y por consiguiente de 'la caducidad de las políticas públicas'.

## Drucker y la filantropía
A lo largo de su carrera, Drucker se interesó en las organizaciones sin ánimo de lucro y en aportar a la tarea de mejorar la manera en que se administraban hospitales, iglesias, escuelas y organizaciones de la sociedad civil en general. Como cristiano devoto, unió los valores morales de un líder a su eficacia como gestor del desarrollo social sostenible.

## Obra fundamental
El fin del hombre económico (1939). Este es el primer libro extenso de Drucker. En él expone sus razones sobre las causas del fascismo y analiza las fallas de las instituciones establecidas. Aduce vigorosos razonamientos a favor de la necesidad de un nuevo orden social y económico. "Recapacitando, lo único que hacía bien era observar fenómenos y preguntarme lo que significaban. En 1933 ya sabía cómo terminaría Hitler, y entonces empecé mi primer libro, El fin del hombre económico, que no pudo ser publicado hasta 1939, porque ningún editor quería aceptar tan horribles visiones. Para mí estaba perfectamente claro que Hitler acabaría matando a los judíos y también estaba claro que terminaría firmando un tratado con Stalin". El análisis de Drucker obtuvo una respuesta amplia y positiva, incluso de Winston Churchill, quien elogió el libro y a su autor en el Times Literary Suplemento. Hayek, en su propio análisis del totalitarismo, The Road to Serfdom, se refirió en dos lugares al libro de Drucker
El futuro del hombre industrial (1942). El autor se pregunta, ¿puede la libertad individual conservarse en una sociedad industrial? El predominio de las grandes empresas, el poderío de los administradores, la automatización y los peligros del monopolio y del totalitarismo son temas importantes tratados en este libro. “En mi segundo libro, El futuro del hombre industrial, llegué a la conclusión, que el principio integrador de la sociedad moderna había pasado a ser la organización a gran escala. En ese momento, sin embargo, solo existía la organización de empresa. En este país, la empresa comercial fue la primera institución moderna que emergió. Decidí que necesitaba estar adentro, estudiar realmente una gran compañía desde adentro; como una organización humana, social, política -como un mecanismo integrador”.
El concepto de corporación (1946). El autor da a conocer cómo por medio de la descentralización, la General Motors llega a ser una de las mayores corporaciones estadounidenses. Drucker dijo que la descentralización fue buena porque creó pequeños grupos donde la gente sentía que su contribución era importante. El éxito de esta obra demostró que en esos años había un enorme interés en la gestión. Alfred Sloan Jr., presidente de GM de 1923 a 1956, contaría también sus experiencias en la empresa que dirigió en su obra: “My years with General Motors” (1962).
La nueva sociedad (1950). En este importante libro, Drucker conjunta los temas que recorren sus dos primeros libros, El fin del hombre económico y El futuro del hombre industrial. Afina su impresión acerca del nuevo orden mundial. Se extiende en el concepto de la gran empresa, como la institución social representativa. Presenta una imagen de la forma en que el mundo funcionará en los últimos decenios del siglo XX, imagen que se convirtió en realidad notable.
La práctica del management (1954). Lo hizo para que el común de la gente aprendiera a administrar, algo que en ese entonces sólo lo podía hacer una élite. A partir de entonces la Administración llegó a ser una verdadera disciplina y el libro la primera “Biblia” en gestión. Su análisis de la Administración es una valiosa guía para los dirigentes de empresas que necesitan estudiar su propio rendimiento, diagnosticar sus fallas y mejorar su productividad, así como la de su compañía. Los ejemplos ilustrativos son tomados de compañías tales como Sears Roebuck & Co., General Motors, Ford, IBM, Chrysler y American Telephone & Telegraph. Esta obra también expone acerca de la Dirección por Objetivos, considerándose a Drucker como uno de los principales pioneros del concepto.
Los límites del mañana (1959). En los primeros dos capítulos, Drucker describe normas del nuevo mundo, fruto de años recientes. A continuación expone las pruebas que se deben vencer en educación, gobierno y economía política. El libro termina con observaciones de Drucker acerca de la realidad espiritual de la existencia humana.
La dirección por objetivos (1964). Fue el primer libro en explicar estrategia de negocios (business strategy). Drucker muestra como los negocios existentes tienen que enfocar oportunidades más bien que problemas para ser efectivos, por eso las oportunidades hacen crecer y desarrollar. "Dirección por objetivos fue el primer libro en tratar lo que ahora es llamado ‘Estrategia de negocios’. Es aún el libro más ampliamente usado en el tema. Cuando lo escribí, hace más de veinte años, mi título original era, de hecho, ‘Estrategias de negocios’, pero ‘estrategia’ en esos días no era un término de uso común. De veras, cuando mi editor y yo decidimos probar el título con conocidos ejecutivos, consultores, profesores de administración y libreros, fuimos recomendados duramente de abandonar ese término. ‘Estrategia’, nos dijeron una y otra vez, pertenece a los militares o tal vez a campañas políticas, pero no a negocios”.
El ejecutivo eficaz (1967). Habla sobre la obligación del ejecutivo de ser eficiente, pero considerando que esa efectividad puede aprenderse, entendiendo la efectividad como un conjunto de hábitos, es decir, una suma de acciones repetidas que terminan interiorizándose en la forma de ser del ejecutivo. Para Drucker hay cinco prácticas y hábitos que deben ser aprendidos para llegar a ser un ejecutivo eficaz: 1° todo ejecutivo eficiente controla su tiempo, 2° todo ejecutivo eficaz dirige sus esfuerzos hacia resultados predeterminados, 3° el ejecutivo eficiente construye con fuerzas: las propias y las de sus superiores, colegas y subordinados y las de las circunstancias, 4° el ejecutivo eficaz se enfoca en unas pocas áreas mayores, por lo tanto, establece prioridades; 5° el ejecutivo eficiente toma decisiones efectivas, sabe que tiene que aplicar un sistema para ello. En 2002 se publicó una nueva revisión y en 2005 se publicó "El ejecutivo eficaz en acción", un diario para organizarse bien.
La era de la discontinuidad (1969). Introduce el concepto de trabajador del conocimiento e incide en la innovación y espíritu emprendedor. Habla de una nueva disciplina que puede ser enseñada y aprendida, la innovación. En la sección dedicada a “la sociedad del conocimiento”, se basaba en una serie de datos y proyecciones económicas de Fritz Machlup (uno de los primeros autores en acuñar la expresión "Sociedad de la Información"). Drucker explicó en dicha obra que, a finales de los 70, el sector del conocimiento generaría la mitad del PIB. En 1970, el tema del encuentro anual de la American Society for Information Science era “la Sociedad de la Información-Consciente”, y un artículo presentado trató sobre “el Advenimiento de la Sociedad de la Información”. Según Drucker los recursos naturales, la mano de obra y el capital se han convertido en secundarios y pueden obtenerse, con cierta facilidad, siempre y cuando haya saber.
Tecnología, gerencia y sociedad (1970). Es una colección de ensayos que abarcan las tendencias tecnológicas del siglo XX, tales como: planeación a largo plazo, relaciones recíprocas entre la tecnología, la ciencia y la cultura; y las del administrador antiguo y del futuro.
Management: Tasks, Responsibilities and Practices (1973). La Administración es un cuerpo organizado de conocimientos. “Este libro –dice Drucker– trata de equipar al administrador con el entendimiento, el pensamiento, el conocimiento y las habilidades para los trabajos de hoy y mañana”. Drucker discute las herramientas y técnicas para una exitosa práctica de administración; “pues, conviene repetirlo, la administración eficaz de nuestras instituciones es la única opción frente a la tiranía de nuestra sociedad pluralista de instituciones y la meta, el motivo y el propósito de esta obra son preparar la acción eficaz de los gerentes actuales y futuros”.
Gestionar en tiempos turbulentos (1980). Este libro concierne el futuro inmediato de negocios, sociedad y economía. Estamos –dice Drucker– entrando a una nueva era económica con nuevas tendencias, nuevos mercados, nuevas monedas, nuevos principios, nuevas tecnologías y nuevas instituciones. ¿Cómo los administradores y la Administración tratarán estas nuevas realidades? El autor explica que esta obra está interesada en la acción, en las decisiones, más que en el entendimiento o el análisis. Trata con las estrategias necesarias para transformar los cambios rápidos en oportunidades, para modificar la amenaza de cambio en acción productiva y rentable que contribuya positivamente a nuestra sociedad, la economía y al individuo.
Innovación y emprendimiento (1985). El primer libro en presentar la innovación y el emprendimiento como disciplina determinada y sistemática. Analiza los retos y oportunidades de la nueva economía emprendedora de América. Es un excelente libro práctico que explica los nuevos riesgos que tienen que conocer las empresas e instituciones exitosas del mañana. “Escribí ese libro porque sentí que había llegado el momento de ponerse un poco más serio respecto de ese tema de lo que eran la mayoría de los trabajos y en parte también porque, bruscamente, la mayoría de las cosas que se leen y se oyen me dan la impresión, sobre la base de mis 30 años de trabajo y experiencia, de ser malentendidos. El empresario -la persona con la personalidad emprendedora de George Gilder- existe, sí, hay gente así, pero rara vez triunfa. Por otra parte, individuos a los que Gilder nunca aceptaría como empresarios tienen a menudo muchísimo éxito”.
Gestionando la organización sin ánimo de lucro (1990). Habla acerca del servicio y de las organizaciones sin fines de lucro (non-profit), sectores de nuestra sociedad en rápido crecimiento que requieren cada día más la ayuda de expertos que sepan manejarlos efectivamente. Drucker da ejemplos y explicaciones acerca de la misión, liderazgo, recursos, marketing, objetivos, desarrollo de la persona, toma de decisión y mucho más.
El management del futuro (1993). Mientras todo el mundo hablaba de la nueva economía, él dice que era la sociedad la que cambiaba, y que cada vez lo hacía con más rapidez. La revolución informática resultaba ser uno de esos cambios, así como los cambios demográficos y la caída de la industria tradicional como proveedora de riqueza y trabajo. También el terrorismo fue uno de los agentes del cambio más radicales la política mundial. Los ejecutivos debían comprender las nuevas realidades, para poder ser exitosos en esta nueva sociedad.
La sociedad poscapitalista (1993). La sociedad poscapitalista es una sociedad del conocimiento. En un sistema capitalista, el “capital” es el recurso de producción crítico y está totalmente separado y hasta en oposición con el “trabajo”. En esta sociedad hacia donde nos estamos dirigiendo muy rápidamente, es el “saber” y no el capital, el recurso clave. No puede ser comprado con dinero ni creado por capital de inversión. Explica con amplitud la economía emergente, la economía del conocimiento, su protagonista (el trabajador del conocimiento) y las implicancias para las organizaciones. Un incisivo análisis de la mayor transformación mundial que tiene lugar desde la edad del capitalismo a la sociedad del conocimiento.
Desafíos de la gerencia en el siglo XXI (1999). Trata sobre el automanagement, es decir, hace una serie de interrogantes como ¿cuáles son mis puntos fuertes?, ¿cómo me desempeño?, ¿soy lector o soy escucha? o no me escuchan?, ¿cómo aprendo?, ¿cuáles son mis valores?, ¿a dónde pertenezco?, ¿cómo puedo contribuir?, dándonos las repuestas en forma por demás sencilla y brillante. “Este no es un libro sobre predicciones. No es un libro sobre el futuro. Los desafíos y temas que aquí se tratan ya nos acompañan en todos los países desarrollados y en la mayoría de los emergentes (por ejemplo, Corea y Turquía). Ya se pueden identificar, discutir, analizar, y ya se pueden formular prescripciones para ellos. Ya algunas personas, en algún lugar, están trabajando sobre ellos”. Examina las influencias radicales en la sociedad, política y negocios ahora y en los próximos años.
The Essential Drucker (2001). La gente que se pregunta ¿dónde puedo empezar a leer a Drucker?, ¿cuáles de sus trabajos son esenciales? encontrará la respuesta en este libro, que contiene 26 capítulos tomados de sus varios trabajos publicados entre 1954 y 1999, ofreciendo en palabras de Drucker “una coherente y razonablemente amplia ‘Introducción a la Administración’ y da una visión general de mi trabajo de Administración”.

## Distinciones
Recibió la Medalla Presidencial de la Libertad, uno de los máximos galardones civiles en los Estados Unidos, en 2002. Fue el presidente honorario de la fundación sin fines de lucro Peter F. Drucker para el Management, conocida actualmente como el Leader to Leader Institute desde 1990 hasta su muerte.
Fue nombrado doctor honoris causa en muy diversas universidades de EE. UU., Bélgica, Japón, España, Suiza y Reino Unido.

## Críticas
Cyril Lionel Robert James, Raya Dunayevskaya y Grace Lee Boggs criticaron a Drucker en su texto de 1950 State Capitalism and World Revolution: "los Humanistas cristianos (por ejemplo, Peter Drucker) se unen a la burocracia del trabajo en mantener la masa de trabajadores en su lugar basándose en la jerarquía en la producción."
El diario The Wall Street Journal investigó varias de sus conferencias en 1987 e informó de que en ocasiones se desconectaba de los hechos. Por ejemplo, cuando contó a una audiencia que el Inglés era la lengua oficial de todos los empleados de la compañía comercial japonesa Mitsui. Drucker se defendió: “uso anécdotas para plantear un punto de vista, no para escribir historia.”) Y mientras es conocido por sus premoniciones, no es siempre correcto en sus pronósticos. Predijo, por ejemplo,  que el centro financiero del país (Estados Unidos) cambiaría de Nueva York a Washington.
Otros sostienen que uno de los principales conceptos de Drucker —“dirección por objetivos”— es defectuoso, y nunca ha sido realmente probado. El crítico Dale Krueger dijo que el sistema es difícil de poner en funcionamiento, y que las empresas a menudo acaban por hacer excesivo énfasis sobre el control, en lugar de promover la creatividad, para alcanzar sus objetivos.
El libro clásico de Drucker Concept of the Corporation criticó a la General Motors cuando era, en muchos conceptos, la empresa de más éxito en el mundo. Muchos de los ejecutivos de GM consideraron a Drucker persona no grata durante mucho tiempo. Alfred P. Sloan evitó la hostilidad personal hacia Drucker, pero consideró las críticas de Drucker "completamente equivocadas".

## Publicaciones
- Friedrich Julius Stahl: konservative Staatslehre und geschichtliche Entwicklung (1932)
- The End of Economic Man: The Origins of Totalitarianism (1939)
- The Future of Industrial Man (1942)
- Concept of the Corporation (1945) (A study of General Motors)
- The New Society (1950)
- The Practice of Management (1954)
- America's Next 20 Years (1957)
- Landmarks of Tomorrow: A Report on the New 'Post-Modern' World (1959)
- Power and Democracy in America (1961)
- Managing for Results: Economic Tasks and Risk-Taking Decisions (1964)
- The Effective Executive (1966)
- The Age of Discontinuity (1967)
- Technology, Management and Society (1970)
- Men, Ideas and Politics (1971)
- Management: Tasks, Responsibilities and Practices (1973)
- The Unseen Revolution: How Pension Fund Socialism Came to America (1976)
- An Introductory View of Management (1977)
- Adventures of a Bystander (1979) (Autobiography)
- Song of the Brush: Japanese Painting from the Sanso Collection (1979)
- Managing in Turbulent Times (1980)
- Toward the Next Economics and Other Essays (1981)
- The Changing World of the Executive (1982)
- The Temptation to Do Good (1984)
- Innovation and Entrepreneurship: Practice and Principles (1985)
- The Discipline of Innovation, Harvard Business Review, 1985
- The Frontiers of Management (1986)
- The New Realities (1989)
- Managing the Non-Profit Organization: Practices and Principles (1990)
- Managing for the Future: The 1990s and Beyond (1992)
- The Post-Capitalist Society (1993)
- The Ecological Vision: Reflections on the American Condition (1993)
- The Theory of the Business, Harvard Business Review, September-October 1994
- Managing in a Time of Great Change (1995)
- Drucker on Asia: A Dialogue Between Peter Drucker and Isao Nakauchi (1997)
- Peter Drucker on the Profession of Management (1998)
- Management Challenges for the 21st Century (1999)
- Managing Oneself, Harvard Business Review, March-April 1999
- The Essential Drucker: The Best of Sixty Years of Peter Drucker's Essential Writings on Management (2001)
- Leading in a Time of Change: What it Will Take to Lead Tomorrow (2001; with Peter Senge)
- The Effective Executive Revised (2002)
- They're Not Employees, They're People, Harvard Business Review, February 2002
- Managing in the Next Society (2002)
- A Functioning Society (2003)
- The Daily Drucker: 366 Days of Insight and Motivation for Getting the Right Things Done (2004)
- What Makes An Effective Executive, Harvard Business Review (2004).
- The Effective Executive in Action (2005)

## Libros sobre Peter Drucker
- Tarrant, John C., Drucker: The Man Who Invented the Corporate Society (1976) ISBN 0-8436-0744-0
- Beatty, Jack, The World According to Peter Drucker (1998) ISBN 0-684-83801-X
- Flaherty, John E., Peter Drucker: Shaping the Managerial Mind (1999) ISBN 0-7879-4764-4
- Stein, Guido, "El arte de gobernar según Peter Drucker" (1999) ISBN 84-237-0689-3
- Edersheim, Elizabeth, The Definitive Drucker (2007) ISBN 0-07-147233-9
- Cohen, William A., En clase con Drucker: diecisiete lecciones magistrales (2008) ISBN 978-84-835-8087-5

- Biografía de Peter Drucker en Managers Magazine
- The Drucker Institute
- Peter F. Drucker: A Biography in Progress Archivado el 26 de noviembre de 2005 en Wayback Machine.